# Counting My Blessings
Counting My Blessings é uma canção lançada em 28 de julho de 2023 pelo cantor norte-americano Seth Schlueter. Alcançou o primeiro lugar no Brasil no Spotify, a única música em inglês que aparece na lista. No TikTok, ultrapassou a marca de 1 bilhão de visualizações [carece de fontes?]. 
No Brasil, a música ganhou duas versões em português: uma com a cantora Isadora Pompeo e outra com Aline Brasil.
A canção foi lançada numa versão collab com Matt Maher, e outra com Essential Worship, além de uma versão acústica.

## Versões em português

### Versão de Isadora Pompeo
Isadora Pompeo lançou a versão em português da música “Counting My Blessings” de Seph Schlueter, intitulada “Bênçãos Que Não Têm Fim”, em novembro de 2023. Este lançamento marcou sua primeira colaboração com a gravadora Sony Music, com quem assinou contrato em julho do mesmo ano.
A canção rapidamente se tornou um sucesso, alcançando o topo das paradas virais do Spotify no Brasil por mais de 10 dias consecutivos. A música é uma expressão de gratidão a Deus pelas bênçãos recebidas, mesmo em meio às dificuldades.
A música “Bênçãos Que Não Têm Fim” de Isadora Pompeo alcançou várias conquistas notáveis. Ela foi indicada ao prestigiado Troféu Gerando Salvação, tornando-se a primeira cantora gospel a entrar no Top 10 da Billboard Brasil. Além disso, a canção foi certificada como Platina Triplo e depois em Diamante Duplo pela Pro-Música Brasil, destacando seu sucesso comercial e popularidade.

### Versão de Aline Brasil
Aline Brasil lançou sua versão de “Bênçãos Que Não Têm Fim” em dezembro de 2023. A música rapidamente ganhou popularidade. Aline também promoveu a música em várias plataformas digitais, onde recebeu uma recepção calorosa do público.
Embora não tenha alcançado as mesmas conquistas específicas mencionadas para a versão de Isadora Pompeo, a versão de Aline Brasil foi bem recebida e continua a ser uma canção significativa no cenário gospel. Aline destacou a importância da gratidão e da fé através de sua interpretação, o que ressoou com muitos ouvintes.

### Versão de Isadora Pompeo e Seph Schlueter
Seph Schlueter e Isadora Pompeo se uniram para uma versão bilíngue da música “Bênçãos Que Não Têm Fim” (Counting My Blessings). Essa colaboração faz parte do projeto audiovisual “Tetelestai” de Isadora Pompeo, lançado em 2024.
A performance ao vivo foi gravada em Belém do Pará, diante de uma plateia de mais de 10 mil pessoas. A música combina versos em inglês e português, destacando a mensagem de gratidão e adoração a Deus. Seph Schlueter expressou sua alegria em participar desse projeto e ver o impacto da música no público brasileiro.

## Faixas e formatos
Counting My Blessings - EP
| Download digital / streaming |                                                                |         |  |
| N.º                          | Título                                                         | Duração |  |
| 1.                           | "Counting My Blessings - Collab Version" (com Matt Maher)      | 3:30    |  |
| 2.                           | "Counting My Blessings - Song Session" (com Essential Worship) | 3:34    |  |
| 3.                           | "Counting My Blessings (Acoustic)"                             | 3:24    |  |
| 4.                           | "Counting My Blessings"                                        | 3:30    |  |

## Certificações
| Empresa           | Certificação | Artista        |
| ----------------- | ------------ | -------------- |
| Pro-Música Brasil | 3× Platina   | Isadora Pompeo |
| Pro-Música Brasil | 2× Diamante  | Isadora Pompeo |
| Pro-Música Brasil | Platina      | Seph Schlueter |

## Paradas Musicais

### Versão de Isadora Pompeo
| Tabela musical (2023) | Melhor posição |
| --------------------- | -------------- |
| Brasil (Billboard)    | 9              |

## Prêmios e indicações

### Versão de Isadora Pompeo
Troféu Rede Gospel
| Ano  | Categoria     | Trabalho                                        | Resultado |
| ---- | ------------- | ----------------------------------------------- | --------- |
| 2024 | Melhor Música | Bênçãos Que Não Têm Fim (Counting My Blessings) | Indicado  |

Troféu Gerando Salvação
| Ano  | Categoria     | Trabalho                                        | Resultado |
| ---- | ------------- | ----------------------------------------------- | --------- |
| 2024 | Melhor Música | Bênçãos Que Não Têm Fim (Counting My Blessings) | Indicado  |

Prêmio Multishow
| Ano  | Categoria     | Trabalho                                        | Resultado |
| ---- | ------------- | ----------------------------------------------- | --------- |
| 2024 | Gospel do Ano | Bênçãos Que Não Têm Fim (Counting My Blessings) | Venceu    |